# Nicolas Baechler
Nicolas Baechler (* 23. August 2003) ist ein Schweizer Eishockeyspieler, der seit der Saison 2023/24 bei den ZSC Lions aus der Schweizer National League unter Vertrag steht und dort auf der Position des Centers spielt.

## Karriere

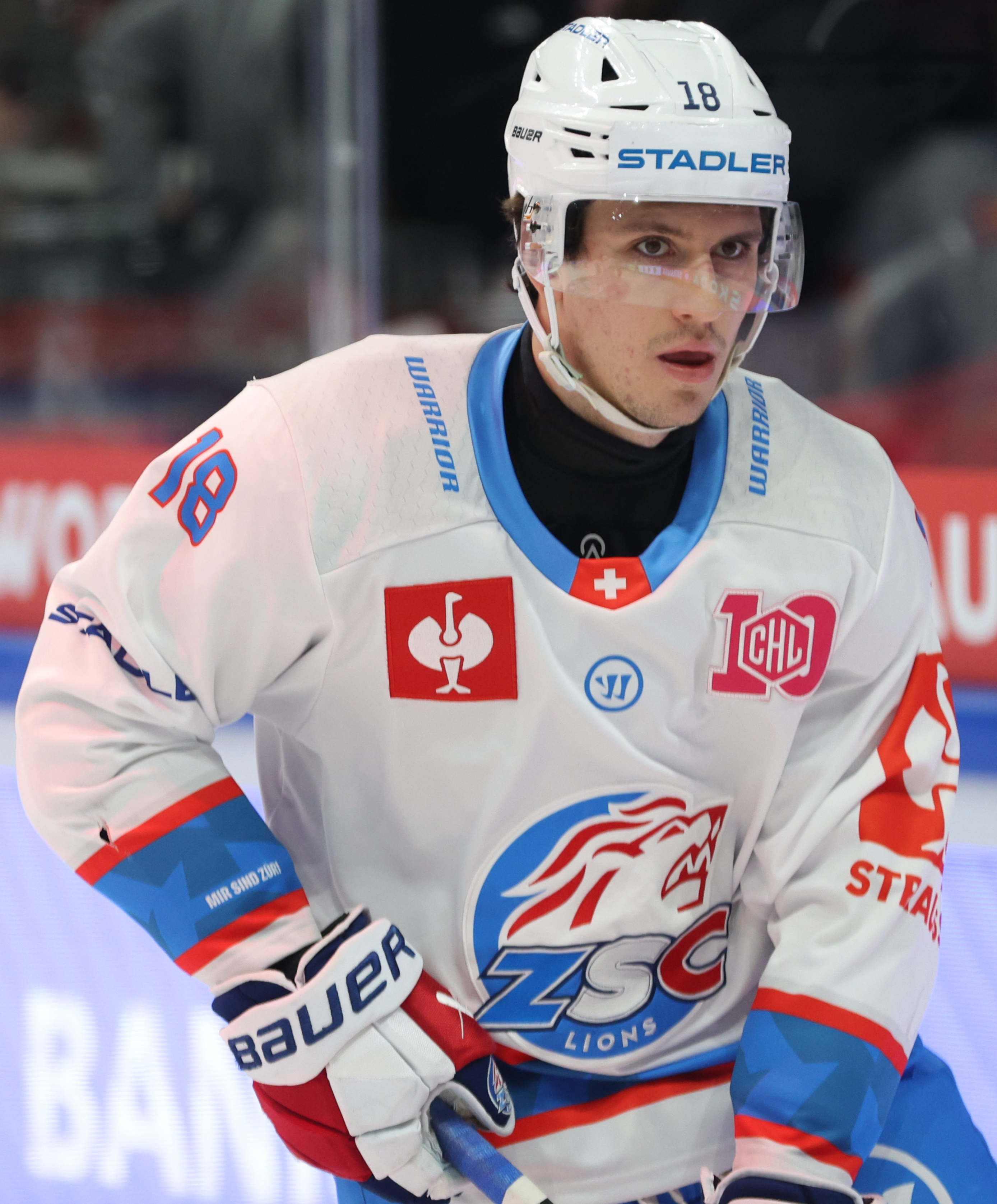
Baechler im Trikot der ZSC Lions (2024)

Baechler macht seine ersten Schritte im Eishockey im Nachwuchs des EHC Illnau-Effretikon. Auf die Saison 2015/16 wechselte er in die U15 der Juniorenabteilung der ZSC Lions. Im Alter von 17 Jahren debütiert der Stürmer für den Partnerklub GCK Lions in der zweitklassigen Swiss League im Profibereich. Ein Jahr später absolvierte er für die Profis des ZSC unter Cheftrainer Rikard Grönborg sein erstes Spiel in der National League. Zur Saison 2023/24 unterzeichnete Nicolas Baechler einen Profivertrag bei den ZSC Lions, nachdem er in der vorherigen Spielzeit 2022/23 mit den U20-Junioren des GCK Meister der U20-Elite-Spielklasse geworden war.
In der Saison 2023/24 absolvierte der Angreifer insgesamt 27 NL-Spiele für die ZSC Lions sowie 20 weitere Partien für die GCK Lions in der Swiss League. Zum Ende der Saison erreichte er mit den GCK Lions den Vizemeistertitel in der Swiss League und mit den ZSC Lions den Gewinn der Schweizer Meisterschaft. Im Oktober 2024 verlängerte Baechler seinen Vertrag bei den ZSC Lions vorzeitig bis zur Saison 2027/28 und gewann im Februar 2025 mit der Mannschaft das Finale der Champions Hockey League gegen den schwedischen Verein Färjestad BK mit 2:1. Drei Monate später verteidigten die Lions den nationalen Meistertitel. Mit 13 Scorerpunkten war es die bis dahin produktivste Saison des Stürmers, in der er erstmals ausschliesslich für den ZSC auflief.

### International
Für sein Heimatland lief Baechler im Juniorenbereich bei den U20-Junioren-Weltmeisterschaften der Jahre 2022 und 2023 auf. In der U20-Junioren-Weltmeisterschaft 2023 war er Assistenzkapitän der U20-Nati, bis er nach dem zweiten Gruppenspiel gegen Lettland mit einer Fussverletzung ausfiel. Ebenso gehörte er zum Aufgebot bei der abgebrochenen U20-Junioren-Weltmeisterschaft 2022, die zunächst für den Dezember 2021 angesetzt gewesen war.
Im November 2024 erhielt Baechler von Nationaltrainer Patrick Fischer sein erstes Aufgebot für die A-Nationalmannschaft. Am 9. November 2024 debütiert Baechler beim 4:3-Sieg gegen Schweden. Einen Tag später im zweiten Länderspiel gelang Baechler bei der 2:5-Niederlage gegen Tschechien sein erster Scorerpunkt in Form einer Torvorlage. Am 8. Februar 2025 erzielte der Stürmer im vierten Länderspiel beim 2:1-Sieg nach Verlängerung gegen Schweden sein erstes Tor, ehe er drei Monate später sein Turnierdebüt im Rahmen der Weltmeisterschaft 2025 feierte.
Mit 21 Jahren war Baechler der jüngste Spieler im Schweizer Aufgebot bei der Eishockey-Weltmeisterschaft 2025. Am Turnierende gewann er als jüngster Spieler des Kaders mit den Eidgenossen die Silbermedaille.

## Erfolge und Auszeichnungen
- 2023 Schweizer U20-Juniorenmeister mit den GCK Lions
- 2024 Schweizer Meister mit den ZSC Lions
- 2025 Champions-Hockey-League-Gewinn mit den ZSC Lions
- 2025 Schweizer Meister mit den ZSC Lions

### International
- 2025 Silbermedaille bei der Weltmeisterschaft

## Karrierestatistik
Stand: Ende der Saison 2024/25

### International
Vertrat die Schweiz bei:
- abgebr. U20-Junioren-Weltmeisterschaft 2022
- U20-Junioren-Weltmeisterschaft 2022
- U20-Junioren-Weltmeisterschaft 2023
- Weltmeisterschaft 2025

(Legende zur Spielerstatistik: Sp oder GP = absolvierte Spiele; T oder G = erzielte Tore; V oder A = erzielte Assists; Pkt oder Pts = erzielte Scorerpunkte; SM oder PIM = erhaltene Strafminuten; +/− = Plus/Minus-Bilanz; PP = erzielte Überzahltore; SH = erzielte Unterzahltore; GW = erzielte Siegtore; 1 Play-downs/Relegation; Kursiv: Statistik nicht vollständig)

## Familie und Ausbildung
Baechlers Schwester Alessia spielt ebenfalls Eishockey und ist seit 2021 Mitglied der Schweizer Eishockeynationalmannschaft der Frauen. Ebenso war seine Tante Mirjam Baechler Spielerin dieser Auswahl und nahm an acht Weltmeisterschaften teil. Sein Onkel Matthias Baechler absolvierte 262 NLA-Spiele für vier verschiedene Vereine und war zwei Jahre lang Teil der Schweizer U20-Nationalmannschaft. Seine Mutter Carmela Baechler-Burri war in jüngeren Jahren in den Top 15 der Schweizer Tenniselite.
Baechler besuchte das Kunst- und Sportgymnasium Rämibühl und schloss dieses 2023 mit der Matura ab. Anschliessend begann er an der FernUni Schweiz ein Studium der Wirtschaftswissenschaften.